# Стевандич, Душан
Душан Стевандич (сербохорв. Душан Стевандић/Dušan Stevandić; род. 6 октября 1995, Баня-Лука) — боснийский футболист, атакующий полузащитник клуба БСК из города Баня-Лука.

## Карьера
До 2013 года Душан играл в молодёжном составе «Бораца».
26 октября того же года состоялся дебют Стевандича в основном составе клуба в матче Премьер-лиги против «Звезды». Спустя четыря дня Душан сыграл ещё один матч в основе.
Первую половину сезона 2014/15 Душан провёл в аренде в клубе Первой лиги Республики Сербской «Козара», где за тринадцать туров лишь трижды выходил на замену. Это было совместное решение игрока и клуба. На вторую часть чемпионата он вернулся в «Борац», где вышел на поле лишь в ничего не решавшем матче последнего тура против «Вележа».
Сезон 2015/16 Душан провёл в Первой лиге, заняв восьмое место со «Слободой» из Мрконич-Града. С сезона 2016/17 выступает во Второй лиге Республики Сербской за БСК из Бани-Луки.